# 天主教庫馬西總教區
天主教庫馬西總教區（拉丁語：Archidioecesis Kumasiensis）是加納一個羅馬天主教教省總教區，下轄五個教區。是該國四個總教區之一。
1932年2月2日設立黃金海岸宗座監牧區，1950年4月18日升為教區。2001年12月22日升為總教區。
總教區範圍包括阿散蒂地區西部。2004年有教友350,000人（佔轄區總人口22.7%）、卅四個堂區、七十七名司鐸。現任教區總主教為加布瑞尔·朱斯蒂斯·耀·阿诺基。